# Обитељска телевизија Валентино
Обитељска телевизија Валентино (скраћено ОТВ Валентино) је босанскохерцеговачка телевизијска станица са сједиштем у Бијелој код Брчког. Програм емитује на српскохрватском језику. Доступна је преко кабловских оператора широм Босне и Херцеговине. Познат је по емитовању музичке емисије Кафанско вече.